# Tahara (película)
Tahara es una película dramática estadounidense de 2020 dirigida por Olivia Peace y escrita por Jess Zeidman. Tuvo su premier en el Festival de Cine de Slamdance en enero de 2020 y se estrenó en las salas de cine estadounidenses el 10 de junio de 2022.

## Argumento
La película “presenta a Rachel Sennott como la estudiante de secundaria Hannah, quien besa a su mejor amiga Carrie (Madeline Gray DeFreece) en el funeral de una compañera de clase de la escuela hebrea que se suicidó. El proceso de duelo de las chicas da paso a un viaje de autodescubrimiento y despertar sexual cuando Carrie comienza a desarrollar sentimientos por Hannah”.

## Reparto
- Madeline Grey DeFreece como Carrie Lowstein
- Rachel Sennott como Hannah Rosen
- Daniel Taveras como Tristan Leibotwitz
- Bernadette Quigley como Moreh Klein
- Shlomit Azoulay como Elaina Cohen

## Producción
Tahara es el debut cinematográfico de la directora Olivia Peace y el guionista Jess Zeidman. La película está rodada principalmente en una relación de aspecto cuadrada de 1,2:1. A veces, se utiliza plastimación y animación para ilustrar la vida interior de los personajes principales. El director de fotografía fue Tehillah De Castro.

## Estreno
La película se estrenó en el Festival de Cine de Slamdance en enero de 2020 y luego se proyectó en el NewFest de 2020, en el Festival Internacional de Cine de Toronto y el Outfest de 2020. Tahara se estrenó en las salas de cine el 10 de junio de 2022.

## Recepción
En el sitio web de revisión y reseñas Rotten Tomatoes, la película obtuvo un índice de aprobación del 97% sobre la base de 31 reseñas, con una calificación promedio de 7.4/10.  El consenso de los críticos del sitio web dice: “Una historia coming-of-age con el dedo firmemente en el pulso de una generación más joven, Tahara captura brillantemente la turbulencia emocional de la adolescencia”. Teo Bugbee del The New York Times le otorgó a Tahara el “NYT Critic's Pick” y declaró en la reseña: “Este es un retrato astuto y compacto de la insensibilidad adolescente, aún más fascinante por su diálogo mordaz y actuaciones divertidas”. En una reseña igualmente positiva, Kristy Strouse de Film Inquiry escribió: “La colaboración de Peace y Zeidman demuestra ser una historia conmovedora (a veces desgarradora) que dura un día y muestra las connotaciones trascendentales de la misma”. El crítico de Autostraddle Drew Gregory, elogió al reparto y la escritura: “Es un elenco que está a la altura del guión obviamente hilarante y sutilmente complejo de Jess Zeidman. Hay suficientes bromas y travesuras que su profundidad y emoción sorprenden y continúan sorprendiendo después de que la película ha terminado”. Alan Ng calificó la película con 8.5/10 para Film Threat y elogió los aspectos cómicos de la película: “También sería negligente si no destacara lo graciosa que es Tahara. La conversión de la escritura de notas durante el servicio conmemorativo es increíble, y la broma está presente y nunca se menciona en la película. Luego agrega la consejera escolar y los folletos de su clase sobre cómo se maneja el duelo en la tradición judía; no tiene precio”.